# Kågefjärdens havsstrandängar
Kågefjärdens havsstrandängar este o arie protejată (arie specială de conservare — SAC, sit de importanță comunitară — SCI) din Suedia întinsă pe o suprafață de 38,1 ha, integral pe uscat.

## Localizare
Centrul sitului Kågefjärdens havsstrandängar este situat la coordonatele 64°51′05″N 21°03′18″E / 64.8513°N 21.0549°E.

## Înființare
Situl Kågefjärdens havsstrandängar a fost declarat sit de importanță comunitară în iulie 2000 pentru a proteja un număr necunoscut de specii din flora spontană și fauna sălbatică aflate în arealul zonei. Situl a fost protejat și ca arie specială de conservare în martie 2011.

## Biodiversitate
Situată în ecoregiunile boreală și marină baltică, aria protejată conține 3 habitate naturale: Terase mlăștinoase și terase nisipoase neacoperite de apă la reflux, Pășuni din zone de pădure fino-scandinave, Pășuni de coastă din Baltica boreală.
La baza desemnării sitului se află un număr nedeclarat de specii protejate.